# Пятнистый веретенник
Пятни́стый верете́нник (лат. Limosa fedoa) — крупный кулик из семейства бекасовых.

## Описание
Общая длина составляет 40–50 см, включая большой клюв 8–13 см, размах крыльев составляет 70–88 см. Масса тела может варьироваться от 240 до 510 г. Взрослые особи имеют длинные серо-голубые оперённые ноги и очень длинный розовый клюв с небольшим восходящим искривлением и затемнением на краешке. Длинная шея, грудь и брюхо светло-коричневые с тёмными полосами на груди и боках. Спина тёмная и пёстрая. В полёте складки крыльев имеют тёмно-коричневый окрас. 

## Питание
Питаются ракообразными и насекомыми, также едят части водных растений.

## Гнездование
Канадские прерии (запад страны) и север центра Великих равнин, возле маршей и водоёмов, являются местом гнездования птиц. Они гнездятся на земле, обычно в короткой траве. Осенью мигрируют стаями к берегам Калифорнии, Мексики и Южной Америки. 
В XIX веке численность популяций пятнистого веретенника сильно сократилась из-за охотничьего пресса. Сейчас также идёт уменьшение численности из-за увеличения сельскохозяйственных земель и сокращения мест обитания.